# Rupert Bunny
Pour les articles homonymes, voir Bunny.
Rupert Bunny est un peintre australien, né le 29 septembre 1864 à St Kilda (quartier de l'agglomération de Melbourne Melbourne) et mort le 25 mai 1947 à Melbourne, qui séjourne à Paris à la Belle Époque. 

## Biographie
Rupert Bunny naît le 29 septembre 1864 à St Kilda, état de Victoria, près de Melbourne.
Il étudie la peinture à l'école d'art de la National Gallery of Victoria de Melbourne avec Emanuel Phillips Fox. En 1884, il se rend en Europe. Installé à Paris, où il fréquente sa compatriote Nellie Melba, Auguste Rodin, Claude Debussy et Sarah Bernhardt, un critique le décrit comme « un peintre des plus parisiens ».
Il obtient un succès et une critique favorable dans le Paris fin-de-siècle. Au Salon de 1890 il reçoit une mention honorable avec sa peinture Tritons et une médaille de bronze à l'Exposition universelle de 1900 avec son Enterrement de Sainte-Catherine d'Alexandrie. L'État français acheta 13 de ses œuvres pour le musée du Luxembourg, dont Après le Bain ou La Toilette (1904), et les musées de province. Il passe du temps à peindre à la colonie artistique d'Étaples dans le nord de la France, aux côtés d'autres Australiens, dont Hilda Rix Nicholas, James Peter Quinn et Edward Officer.
Son sujet préféré est les portraits de femmes. Mais il peint également des paysages et des allégories, dans un style décrit par le critique Robert Hughes comme : Un Luxueux dialogue avec le visible. En 1911, ses toiles sont exposées dans 9 collections publiques européennes. Sensuelles et intimes, ses peintures se distinguent de celles alors à la mode en Australie, où sont privilégiés les thèmes patriotiques de l'époque de la fédération. Il retourne à Melbourne en 1933 où il meurt 25 mai 1947.

## Collections publiques
- Pas-de-Calais, collection du département : Fishing Boats at Étaples, dit aussi, Boats preparing to leave, Étaples, 1895, huile sur toile marouflée sur carton[8].

## Galerie

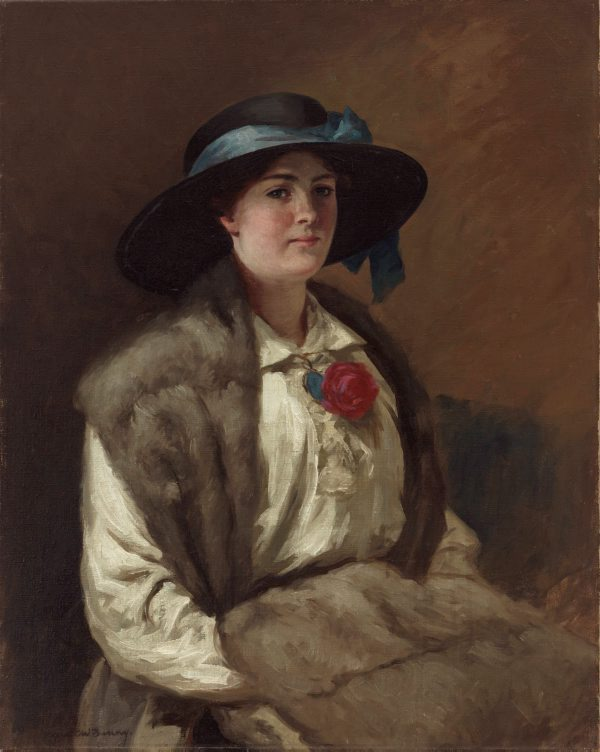
Portrait d'Hilary Mackinnon, future Mme J. S. Reid, 1913.
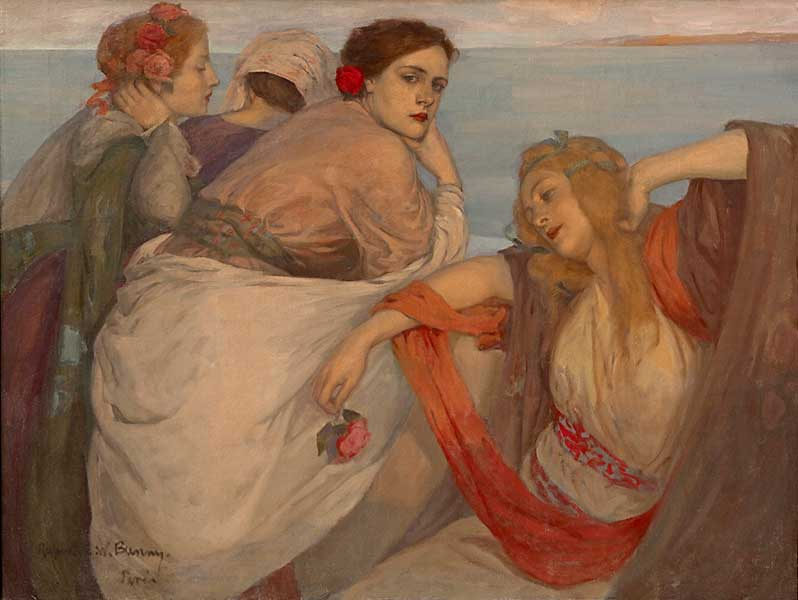
Dolce Farniente, vers 1897.
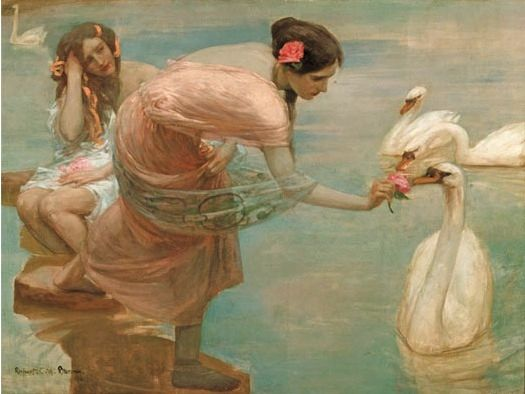
Un matin d'été, 1897, Musée national d'Australie-Méridionale, Adélaïde.
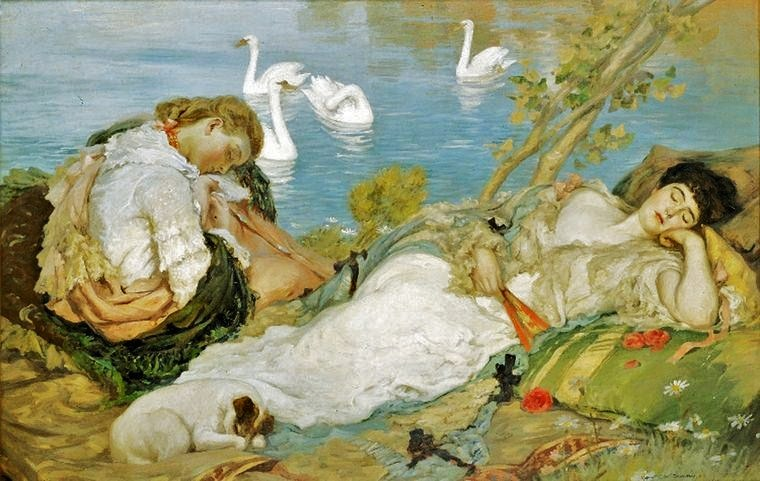
Endormies, vers 1904, National Gallery of Victoria, Melbourne.
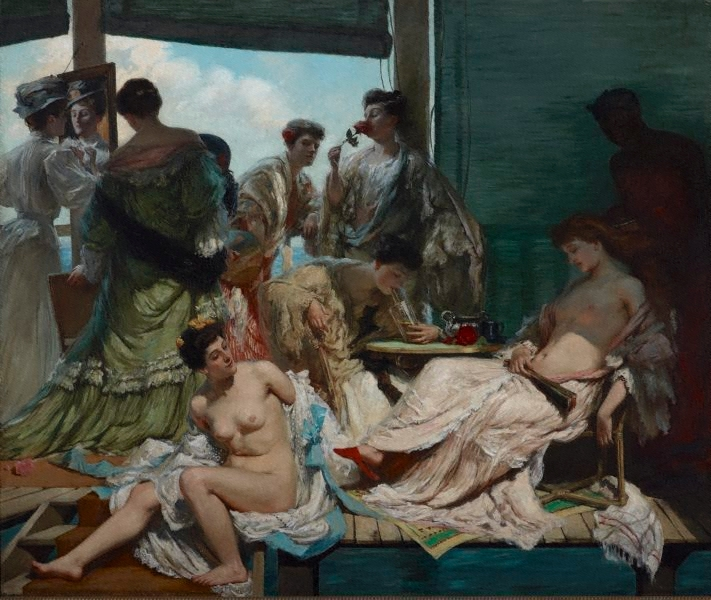
Summer time, vers 1907, Galerie d'art de Nouvelle-Galles du Sud, Sydney
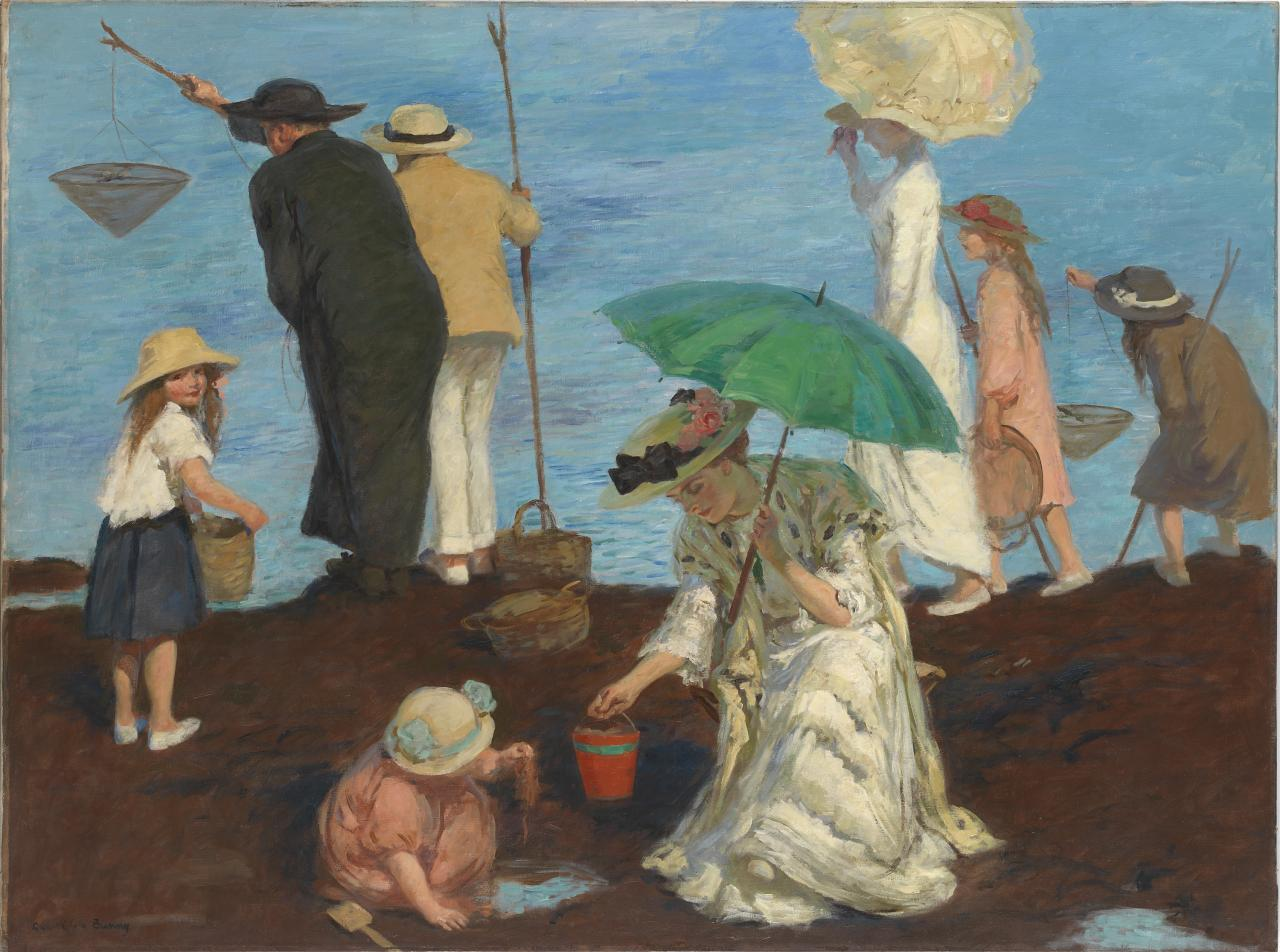
Pêcheurs de crevettes à Saint Georges, 1907, National Gallery of Victoria, Melbourne.
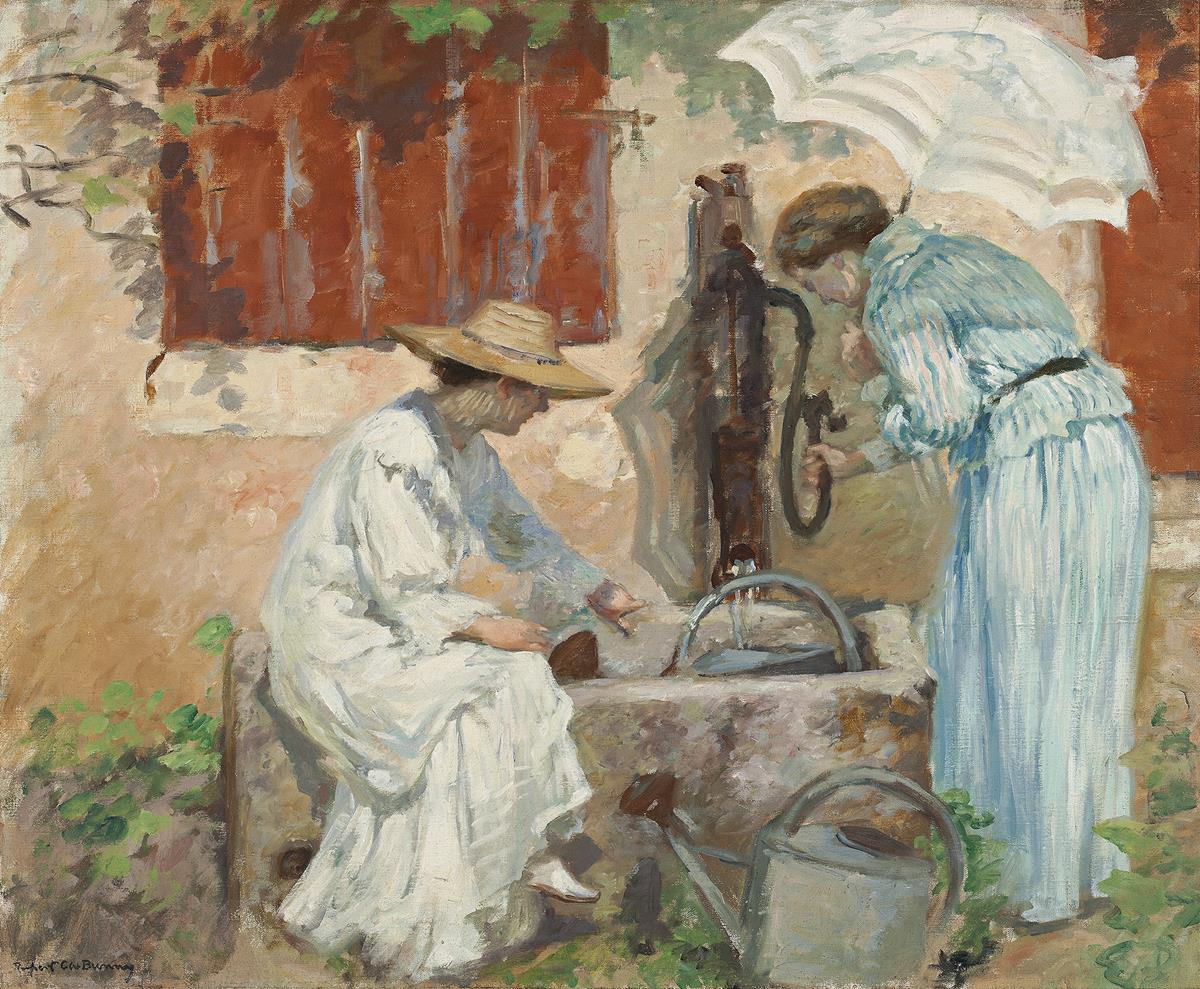
À La pompe, c. 1908.
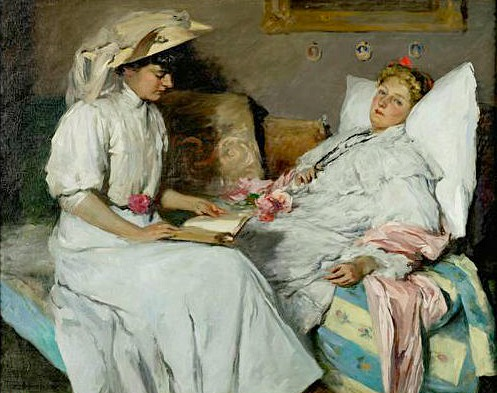
La Convalescente, 1910.
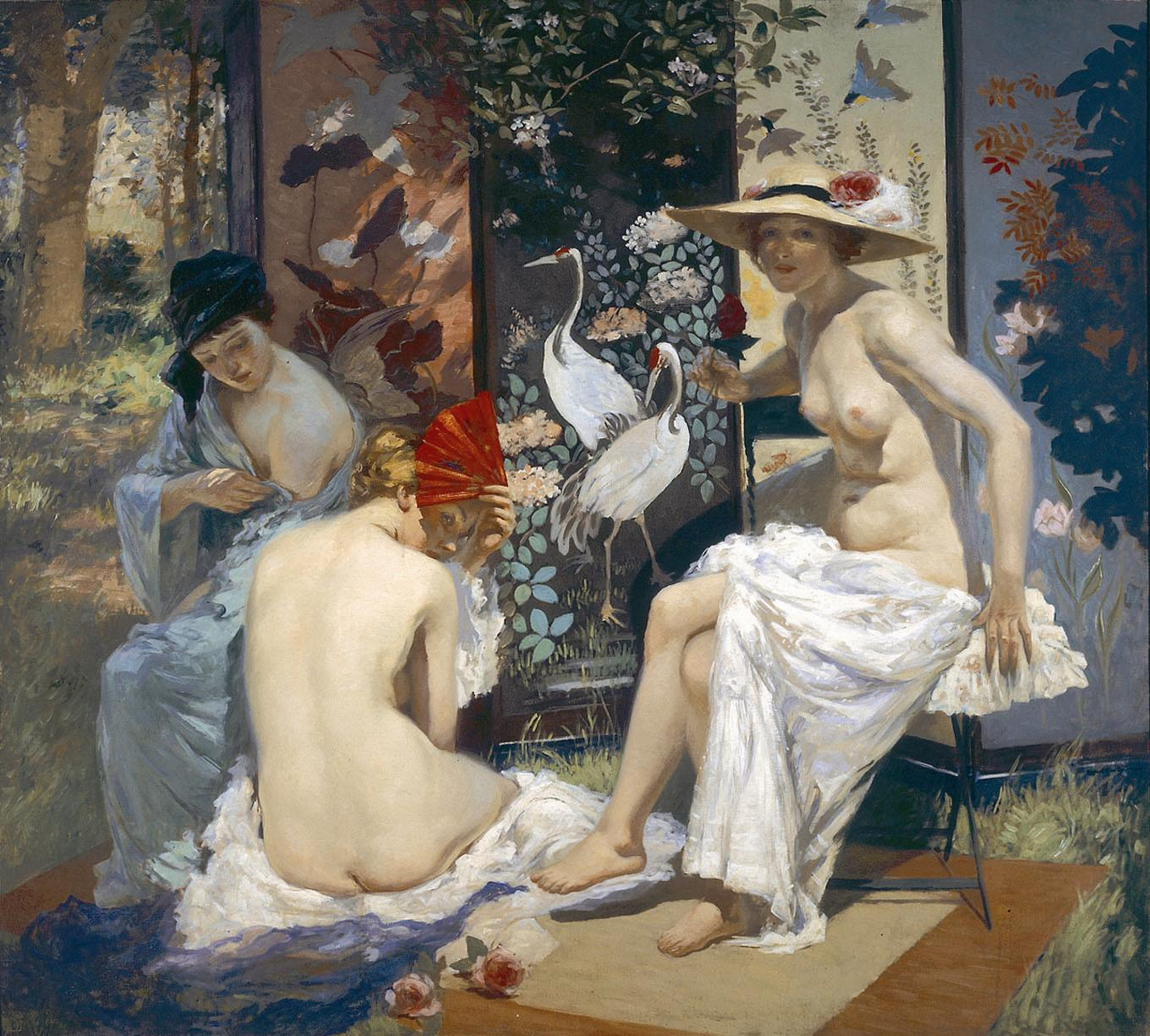
Le Bain de soleil, 1913.
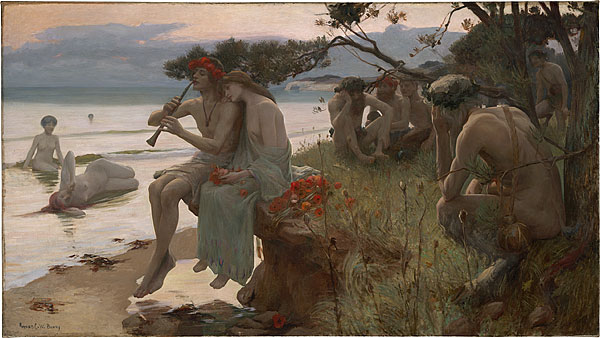
Pastorale.

## Exposition
- Rupert Bunny - Artist in Paris, Galerie d'art de Nouvelle-Galles du Sud, Sydney, 21 novembre 2009 - 21 février 2010 :
  - Matinée d'été, vers 1908, Galerie d'art de Nouvelle-Galles du Sud.[9]
  - Ancilla Domini ou L'Annonciation, vers 1896.